# Bogue, Kansas
Bogue là một thành phố thuộc quận Graham, tiểu bang Kansas, Hoa Kỳ. Năm 2010, dân số của xã này là 143 người.

## Dân số
Dân số các năm:
- Năm 2000: 179 người
- Năm 2010: 143 người